# Opel Agila
O Agila é um monovolume de porte mini da Opel.

## Mudanças em relação ao primeira versão
O Opel Agila cresceu 20 cm em comprimento, 6 cm em largura e é 7 cm mais baixo relativamente ao antigo Opel Agila. O Opel Agila, com cinco portas e cinco lugares, mantém o espírito prático do seu antecessor, mas com um design muito apelativo. No exterior é de destacar a linha dinâmica que se estende, sob a linha de cintura, desde o guarda-lamas da roda dianteira até a traseira. Os faróis em forma de amêndoa que fazem lembrar o novo Corsa, com para-choques dianteiro e traseiro relativamente estreitos e um vinco no capô.
No interior do Opel Agila é de destacar o conta-rotações em posição destacada no painel de instrumentos, a colocação elevada do manípulo da caixa de velocidades e os comandos de áudio no volante. O bagageiro possui uma excelente capacidade de 225 litros. Rebatendo o banco traseiro, o volume de carga aumenta para 1050 litros. Em questões de segurança o Opel Agila é dotado de sistema ABS, airbags frontais e laterais para o condutor e o passageiro da frente, desactivação do airbag do passageiro da frente e pontos de fixação ISOFIX no banco traseiro.
Disponível com o motor base 1.0 de três cilindros, 12 válvulas e 65 cv de potência, com consumo combinado de 5,3 l/100 km. O mais potente da gama é o motor a gasolina 1.2 de 16 válvulas e 86 cv. Acelera dos 0 aos 100 km/h em 12 segundos e alcança uma velocidade máxima de 174 km/h. Os consumos combinados são de 5,7 litros /100 km. O motor turbodiesel 1.3 CDTi, com 75 cv de potência possui uma velocidade máxima de 162 km/h e aceleração dos 0 aos 100 km/h em 13,5 segundos. O consumo médio situa-se em 4.9 litros/100 km. O Opel Agila 1.0 vem com preço de 10 520 €, o 1.2 custa 13 970 €. A versão turbodiesel do Opel Agila, com motor 1.3 CDTI, terá o preço de 15 870 €.